# 非晶ポリアリレート
非晶ポリアリレート（ひしょうぽりありれーと、Polyarylate−PAR）は、2価フェノールとフタル酸・カルボン酸などの2塩基酸との重縮合を基本構成とする、非晶性の熱可塑性樹脂に属する合成樹脂。広義には芳香族ジカルボン酸とフェノールとがエステル結合した全芳香族ポリエステルと定義することも可能だが、この分類では結晶性合成樹脂の液晶ポリマー（LCP）を含んでしまう。そのため、名称に「非晶」を加え区別している。
PARは全芳香族ポリエステルに分類される各合成樹脂の中でも融点と熱分解温度との差が比較的大きいため、射出など溶融成形への適応が易しい。

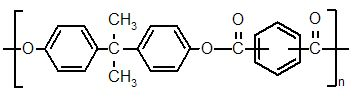
非晶ポリアリレート

## 種類
現在は、主にビスフェノールAとフタル酸を重合させたPARが商品化されている。
開発中のものでは、9,10-ジヒドロフェナンスレン-2, 7-ジカルボン酸からなる加工性に優れた電子材料用PARなどがある。

## 製法

### 界面重縮合法
芳香族ジカルボン酸ジクロリドを有機溶媒に、ビスフェノールをアルカリ溶媒にそれぞれ溶解させ、常温下で混合し攪拌することで界面重縮合反応を起こさせる。分子量が高い重合体を得やすい。

### 溶融重合法
芳香族ジカルボン酸とビスフェノール酢酸エステル、または芳香族ジカルボン酸ジフェニルエステルとビスフェノールを高温下で溶融させ、エステル交換反応を起こし重合する。PARは融点が非常に高く、分子量が高い重合を行なうためには高温環境のコントロールが必須となり、樹脂の焼けによる着色が生じやすい。また、やや重合が可逆的に反応するきらいがあり、分子量を高めにくい欠点がある。

### 溶液重合法
芳香族ジカルボン酸ジクロリドとビスフェノールを、アミン化合物を酸受容体として使用しつつ重合する手法。重合の可逆反応が起こりにくく、分子量を高められる。しかしながら、溶媒回収工程を設ける必要がある。

## 特徴
- 透明。全光線透過率は89％とポリカーボネートに匹敵する。

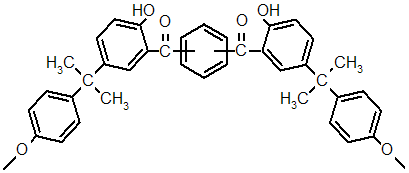
フリース転移後のPAR

- 紫外線により樹脂表面で分子がフリース転移を起こす。これは劣化の一種にあたるが、転移後の分子が紫外線吸収性能を持つベンゾフェノン骨格を有するため保護層として機能し、転移が内部まで進行せず樹脂全体としては優れた耐候性と紫外線遮蔽性を持つ結果となる。
- 降伏伸度が高く、耐衝撃性や耐クリープ性および耐磨耗性に優れる。
- 高い弾性を持ち、特にばね圧縮からの回復性に優れる。
- 耐薬品性に優れるが、強酸やアルカリには侵食される。
- 繊維化やフィルム化が容易。ただし射出成形時の流動性はやや悪い。
- 非強化状態で荷重たわみ温度175℃、ガラス転移温度193℃と高い耐熱性を持つ。
- 改質しない状態で難燃性UL94V-0を有する。

## 改質
フィラー強化
機械的強度向上のためのフィラー強化は、ガラス繊維にミネラル類を配合して施される場合が多い。
ポリマーアロイ
ポリカーボネートやポリエステル、または結晶性合成樹脂とのポリマーアロイがそれぞれ開発されている。

## 用途

### 歴史
古くから技術検討がなされていたPARは、1973年にユニチカが工業生産を開始し、本格的な普及が始まった。

### 使用例
透明な樹脂としてはポリカーボネートを上回る耐熱性を有している特徴を生かし、電気分野では照明機器や熱風吹き出し口部品またはCD等のターンテーブルなど、自動車用途では方向指示器レンズやキャップランプケースなどのカバーまたは電装部分のハウジングなどに使用される。その他にも、ストーブ関連部品、時計枠、カメラのストロボ部品類などにも採用されている。一方、良好な耐薬品性や耐衝撃性および加熱殺菌が可能となる耐熱性から目薬などの容器類や義歯など、ばね弾性を生かし樹脂製ばねやプラスチックポンプ類などにも利用される。また、良好な耐候性を生かし建築物や土木分野・橋梁など屋外で使われる鋼線の皮膜材としても利用されている。これらは従来塩化ビニル樹脂(PVC)が用いられていたが、環境への配慮から採用が拡大している。フィルム加工したものは耐熱包装に使用される。近年、透明性とコストから光学ネットワークユニットなどへの利用も研究されている。ただし、光学用途に使用する際には、紫外線を遮断する性質を考慮しなければならない。
一方、繊維加工したものは非常に強力で耐磨耗性に優れ、ロープ、釣り糸や魚網類、スポーツ用品などから、2003年にアメリカが打ち上げられた火星探索機『マーズ・エクスプロレーション・ローバー』の着陸用エアバッグへの採用、水資源機構などが実施する海上水輸送試験用に製造された容積1,000立方メートルの繊維バッグにも用いられた。
又、卓球のラケットにもカーボンと組み合わせたアリレートカーボンなどとして用いられている。